# Нокадерри
Нокадерри (англ. Knockaderry; ирл. Cnoc an Doire) — деревня в Ирландии, находится в графстве Лимерик (провинция Манстер).
Название Нокадерри происходит от ирландского «Cnoc an Doire», что в переводе означает «холм в дубовой роще». Около деревни до сих пор сохранилась дубовая роща. Это длинный поселок с одной улицей.
Население — 1500 человек (по переписи 2006 года).